# Barrington (Illinois)
Barrington è un villaggio nella contea di Cook e contea di Lake, in Illinois. Fa parte della Chicagoland.